# Société des missions évangéliques de Paris
Die Société des missions évangéliques de Paris, kurz SMEP oder Mission de Paris, deutsch etwa „Pariser evangelische Missionsgesellschaft“, war eine 1822 in Paris gegründete Vereinigung protestantischer Missionare. Sie stand der Reformierten Kirche von Frankreich nahe und entstand aus der Erweckungsbewegung Réveil.

## Geschichte
Die Gesellschaft wurde 1822 unter der Bezeichnung Société des Missions Évangéliques de Paris chez les peuples non chrétiens (etwa: „Pariser evangelische Missionsgesellschaft für nichtchristliche Völker“) gegründet, war aber nicht staatlich anerkannt. Gleichwohl bildete sie Missionare aus, um sie in verschiedene Länder zu schicken und dort den „evangelischen Glauben zu verkünden“. Bereits 1830 entstand ein beachtliches Hilfskommittee der Frauen von Paris (Comité auxiliaire des Dames de Paris), die die Ausbildung von Missionaren unterstützten und das nötige Geld mit einem jährlichen Wohltätigkeitsbasar zusammenbrachten. Die Société Civile Immobilière des Missions Évangéliques de Paris wurde gegründet, um 1887 ein Gebäude am Pariser boulevard Arago 102 zu erwerben, das dank Schenkungen und Nachlässen möglich wurde. Das Missionshaus, maison des missions, wird im 21. Jahrhundert Défap genannt.
Anfänglich trat die SMEP in der Aussenmission eher in die Fußstapfen der älteren englischen, holländischen und Schweizer Missionsgesellschaften. Aber in mehreren Gebieten war sie die erste evangelische Missionsgesellschaft und leistete so Pionierarbeit, unter anderem in den heutigen afrikanischen Staaten Lesotho, Sambia, Gabun, Kamerun, Togo, Senegal, Algerien und Madagaskar sowie – ab der zweiten Hälfte des 19. Jahrhunderts – in Ozeanien (Tahiti, Neukaledonien und Französisch-Polynesien). Im Kaiserreich China war sie nur kurze Zeit tätig (1852–1870). Ihre Missionare stellten den Kirchendienst sicher, während die Synoden meist mit einheimischen Christen besetzt waren. 
Um dem Gesetz von der Trennung von Kirche und Staat vom 9. Dezember 1905 zu genügen, wurde die SMEP auf Beschluss der Generalversammlung am 3. Dezember 1906 als kulturelle Vereinigung neugegründet.

### Mission in Lesotho
Bei den Basotho im heutigen Lesotho waren es drei Missionare der SMEP, die 1833 das Herrschaftsgebiet Moshoeshoes I. erreichten. Sie brachten Kenntnisse in Landwirtschaft und Technik mit und verfassten erste schriftliche Dokumente in der Sprache Sesotho. Auch waren sie maßgeblich daran beteiligt, die Basotho im Umgang mit den Nachbarmächten zu beraten und so die bis heute andauernde Selbstständigkeit des Gebietes zu sichern. Die von ihnen gegründete heutige Lesotho Evangelical Church in Southern Africa ist die zweitgrößte Kirche des Landes. François Coillard gab ein heute noch genutztes Gesangbuch auf Sesotho heraus und wurde 1884 erster Missionar im heutigen Sambia. Der Missionar David Frédéric Ellenberger verfasste ein Buch zur Geschichte der Basotho. 
Im Jahr 1890 bestand die SMEP aus 128 Missionsstationen, wo 81 Missionare arbeiteten. In den von ihr gegründeten 129 Schulen war 57 französische und 103 einheimische Grundschullehrer tätig. 12.443 erwachsene Personen wurden als evangelische Christen erfasst, die in ihrem Umfeld auf 49.772 Menschen Einfluss hatten. Zur SMEP gehörte zudem eine pädagogische Hochschule, eine höhere Mädchenschule, eine Berufsschule, eine Bibelschule und eine theologische Schule. Die Mission veröffentlichte eine Monatszeitschrift, die La petite lumière du Lessouto (deutsch: das Lichtlein von Lessouto) hiess.

### Veröffentlichungen
Während der gesamten Zeit ihres Bestehens veröffentlichte die SMEP zahlreiche Publikationen. Bereits 1823 gab sie ein Nachrichtenblatt heraus, 1826 die Zeitung Journal des missions évangéliques. Darin wurden sorgfältig edierte Berichte der Missionare abgedruckt. Die SMEP finanzierte sich durch Spenden, anfangs vor allem, um die Gesellschaft bekannt zu machen. Daher gab man das Journal des missions évangéliques heraus sowie für junge Leute Le Petit Messager des missions évangéliques, später L’Ami des Missions. Die SMEP vertrieb außerdem Bücher über theologische Reflexionen rund um das Thema Mission sowie Berichte der Missionare. Die Gesellschaft gab ab 1906 die Reihe Les récits missionnaires illustrés heraus.

### Übergang in der zweiten Hälfte des 20. Jahrhunderts
Ab 1964 wünschten die SMEP und mehrere andere Kirchen eine Integration der Gesellschaft in die bestehenden Kirchen. Dies geschah 1971, worauf es zwei neue Organisationen gab:
- die Cévaa (Communauté évangélique d’action apostolique, später Communauté d’Églises en Mission), eine Vereinigung der Missionsgesellschaften von fünf lutherischen und reformierten Kirchen, der romanischen protestantischen Kirche der Westschweiz und Italiens sowie der von der SMEP gegründeten Kirchen in Übersee[6]
- die Défap (Département évangélique français d’action apostolique, später Service protestant de mission), die gemeinsame Missionsgesellschaft der fünf französischen Cévaa-Mitgliedskirchen mit der Zentrale Maison des Missions, die weiterhin monatlich Mission, das Journal des missions évangéliques und das journal vert herausgibt.